# オリバー・ベアマン
オリバー・ジェームス・ベアマン（Oliver James Bearman, 2005年5月8日 - ）は、イギリス・イングランド出身のレーシングドライバー。
名前をオリバーの愛称であるオーリー（Ollie）と呼ばれることがある。日本での愛称は「熊男」。

## 経歴

### カート
ベアマンは2013年よりカートを始め、地元で開催されている「トレント・ヴァレー・カート・クラブ」の選手権へ出場した。その後「スーパー1・ナショナル・チャンピオンシップ」へ参戦し、2016年・2017年とそれぞれカデットカテゴリーで総合2位の成績を収めている。2017年は他にも「カートマスターズ・ブリティッシュ・グランプリ」で優勝した。2019年は、「IAME・インターナショナル・ファイナル」「IAME・ユーロ・シリーズ」「IAME・ウィンター・シリーズ」で勝利を飾りカートキャリアを締めくくった。

### ジュニア・フォーミュラ

#### 2020年
2020年、US・レーシング（英語版）から「ADAC・フォーミュラ4選手権（英語版）」と「イタリア・F4選手権（英語版）」へ参戦。シングルシーターデビューを果たす。「ADAC・F4」は開幕戦・第2戦と連続でポイントを獲得し、第3戦（ホッケンハイムリンク）・レース2で初優勝を飾る。その後は第4戦（ニュルブルクリンク）と最終戦（オッシャースレーベン）で3位表彰台を獲得した。総合7位（144ポイント)でルーキーイヤーを終える。「イタリア・F4」では2度表彰台へ登壇した。その内の1回は、最終戦（ヴァレルンガ）での優勝がある。最終結果は総合10位となった。

#### 2021年

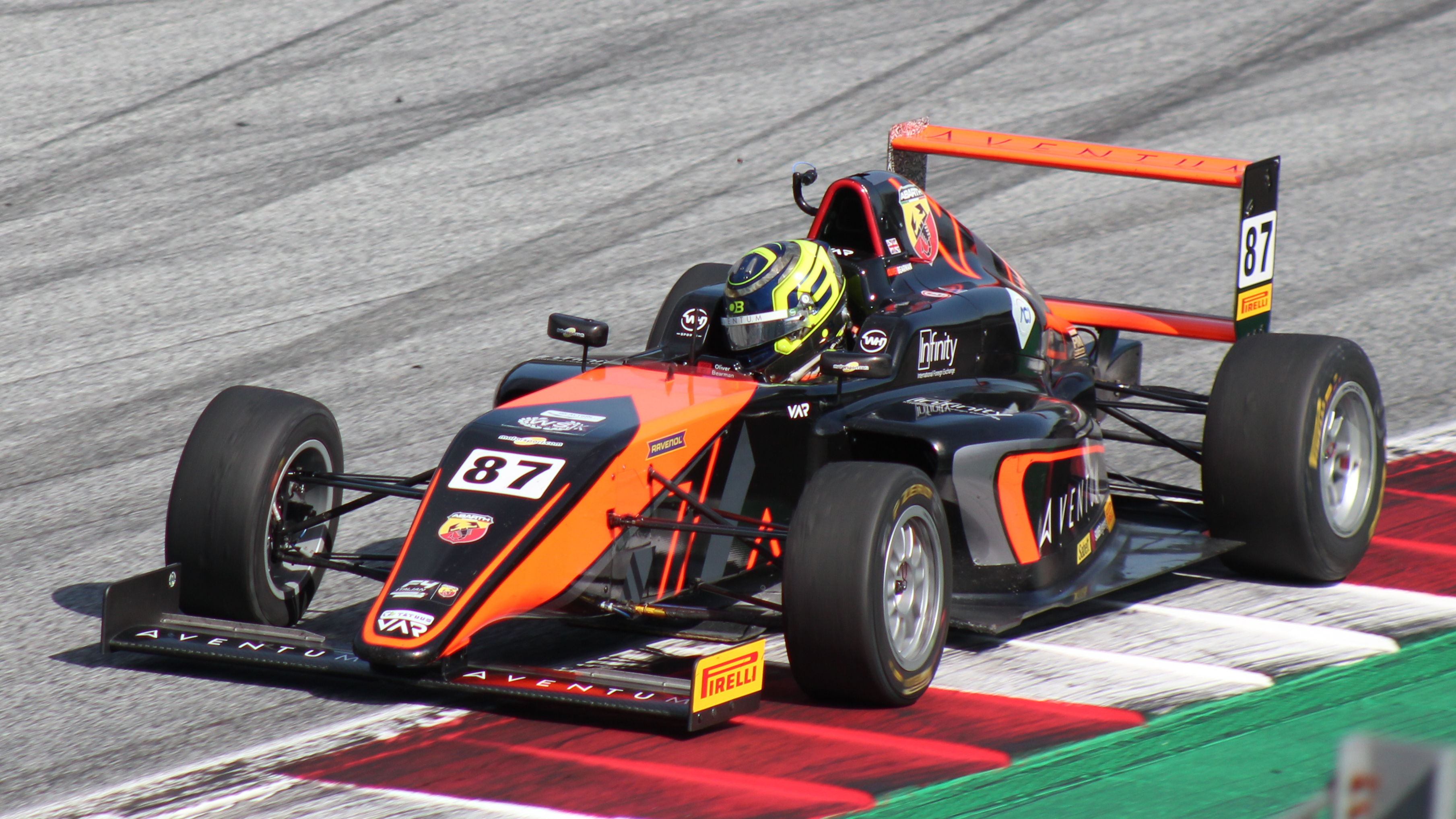
イタリア・F4選手権（英語版）へ参戦しているベアマン。(2021年)

2021年、ベアマンはファン・アメルスフォールト・レーシング（英語版）へ移籍し、2年目の「ADAC・F4」「イタリア・F4」へ参戦する。「イタリア・F4」開幕戦（ポール・リカール）・レース1で3位表彰台を獲得、レース3でも2位へ入る。第2戦（ミサノ）・レース2から第4戦（イモラ）・レース2までにおいて7連勝を記録しチャンピオンシップを大きくリードした。イモラのレース3はエンジンに関する規定違反が見つかり失格となったため8連勝はならなかった。それでも第5戦（レッドブル・リンク）・レース1でシーズン8勝目を挙げた。最終戦（モンツァ）では3連勝を飾りシーズンを締めくくった。343ポイントを獲得し、2位のティム・トラムニッツ（英語版）へ100ポイント以上の大差を付けタイトルを獲得した。

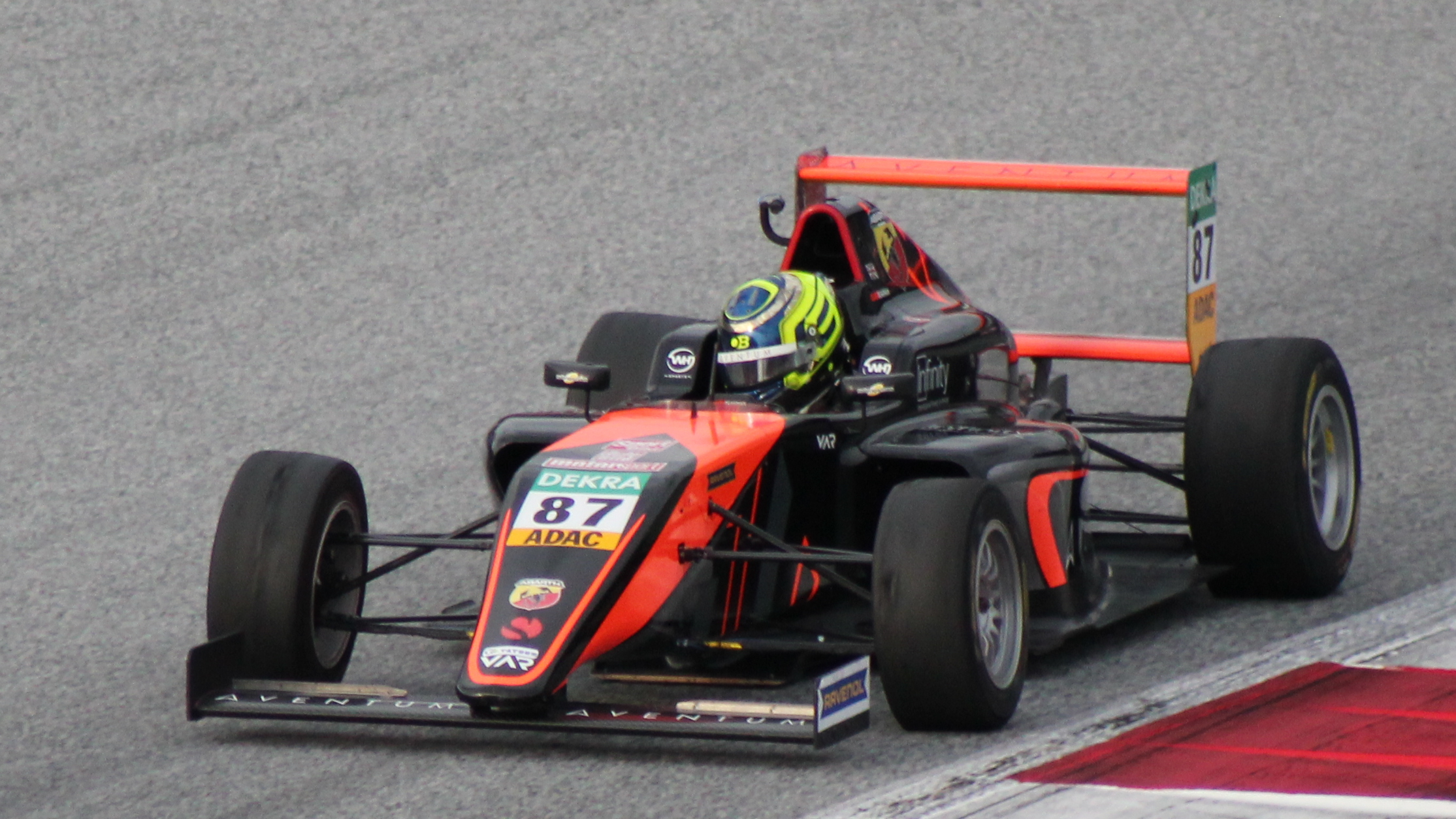
ADAC・フォーミュラ4選手権（英語版）へ参戦しているベアマン。(2021年)

「ADAC・F4」では、6勝を挙げ最終戦（ニュルブルクリンク）まで首位争いを繰り広げる。ティム・トラムニッツとの争いを制してタイトルを獲得した。ベアマンは1年間に「フォーミュラ4」のタイトルを2つ獲得した初めてのドライバーとなった。
2021年9月、2回のF4タイトルを獲得したベアマンは「オートスポーツ・BRDC・アワード（英語版）」にノミネートされる。12月には、BRDCが最も優れたパフォーマンスを示した若手へ贈る「ザ・ヘンリー・サーティース・アワード」を受賞した。

### BRDC・フォーミュラ3選手権／GB3・チャンピオンシップ

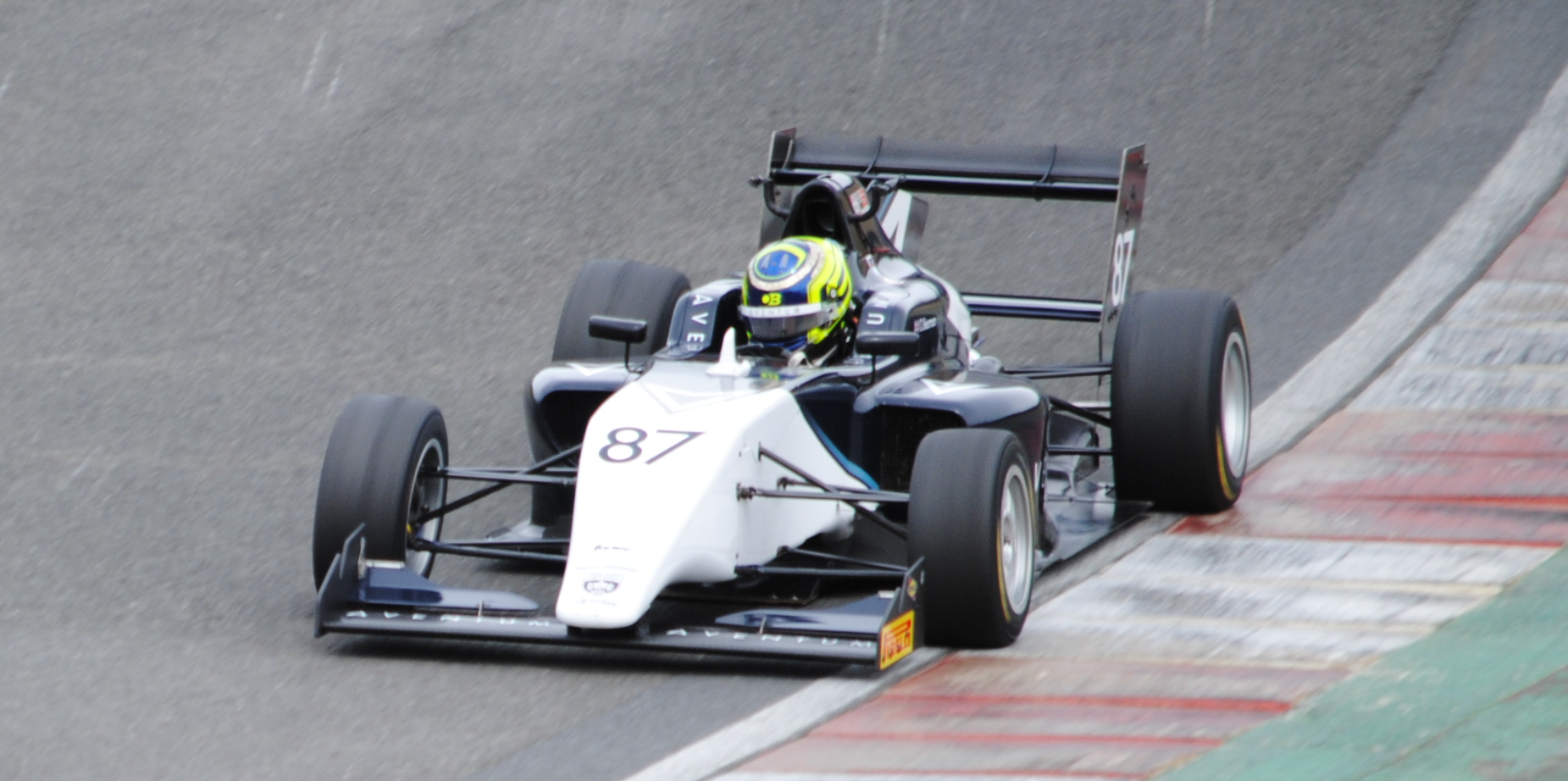
ブランズ・ハッチで走行するベアマン。(2021年)

2021年、F4で活躍する傍ら「BRDC・フォーミュラ3選手権（英語版）」（シーズン途中に「GB3・チャンピオンシップ」へ改称）へスポット参戦する。フォーテック・モータースポーツ（英語版）からエントリーして、ロベルト・ファリア（英語版）とミッケル・グルントヴィ（英語版）がチームメイトとなった。開幕戦（ブランズ・ハッチ）で2レース連続2位表彰台を獲得し速さを見せる。次戦は第5戦（スネッタートン）へ出場。復帰レースで予選ポールポジション、決勝はトップチェッカーを受け初優勝を果たした。続く第6戦（シルバーストン）も連続ポールを獲得したが、レース1で脱輪によりリタイアを喫する。レース2は2位で終えた。

### FIA フォーミュラ3選手権

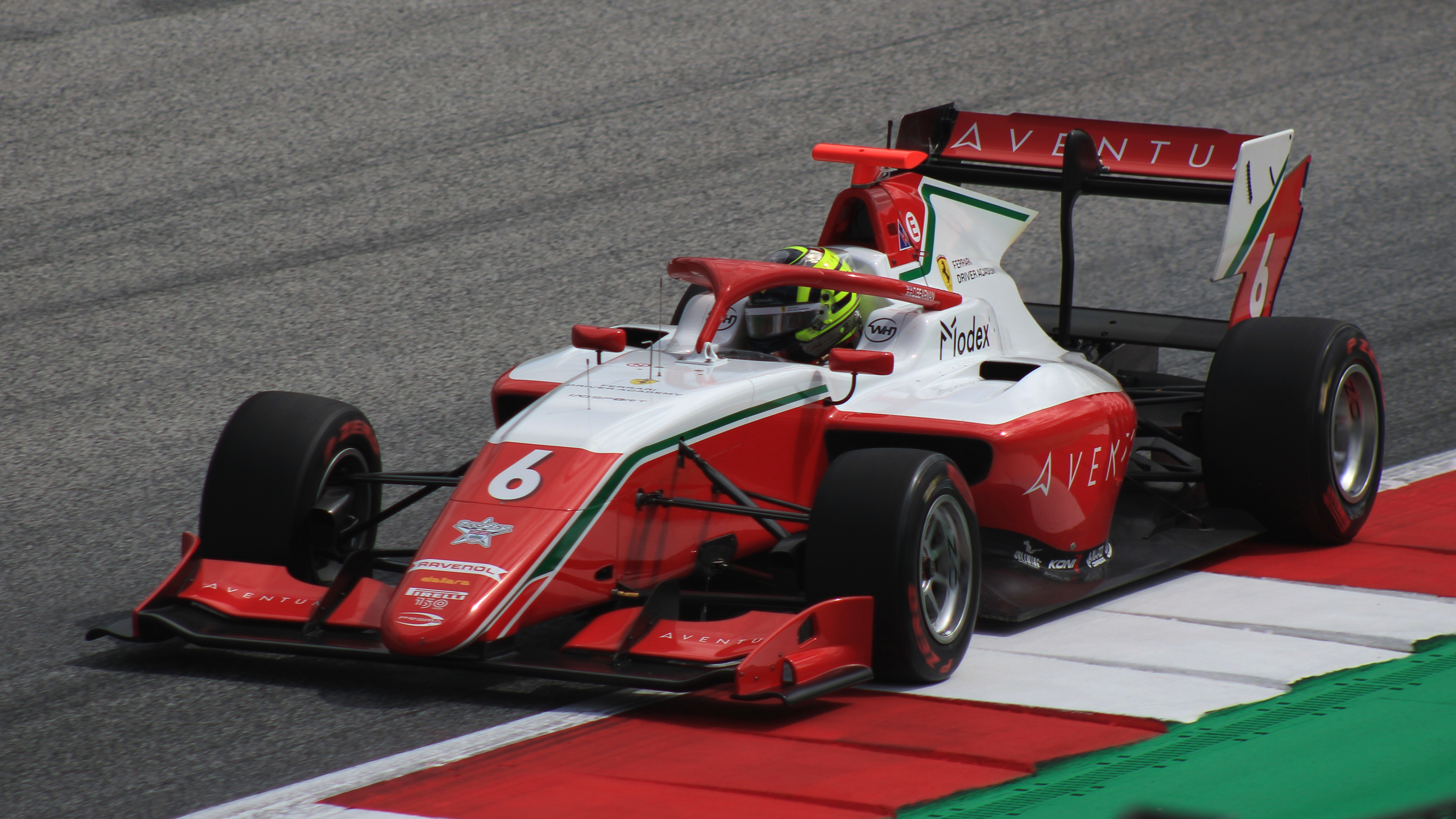
ダラーラ・F3 2019（英語版）をドライブするベアマン。レッドブル・リンクにて。(2022年)

2021年10月31日、ベアマンはプレマ・レーシングから「FIA フォーミュラ3選手権（英語版）」のポストシーズンテストへ参加した。年末にはジャック・クロフォード、アーサー・ルクレールと共にプレマのレースドライバーとして本戦へ参戦することを発表した。2022年開幕戦（バーレーン）・スプリントレースは、トップチェッカーを受けたがトラックリミット違反が発覚し2位へ後退したため初出場初優勝はならなかった。フィーチャーレースは6位入賞となる。第2戦（イモラ）では奮わずノーポイントに終わった。フィーチャーレースで4位フィニッシュするが、最終ラップに他車との接触が審議されその後17位へ降格された。第3戦（カタロニア）は、フィーチャーレースで5位入賞を記録する。
ベアマンはその後調子を取り戻し、4戦連続でフィーチャーレースで3位表彰台を獲得する。第7戦（スパ・フランコルシャン）スプリントレースでは5番グリッドからスタートし、2度の赤旗中断となる波乱の展開を制しF2初優勝を飾った。続く第8戦（ザントフォールト）の予選は赤旗の影響により思うようなアタックができず、14番グリッドと下位からのスタートとなってしまう。スプリント・フィーチャー共に入賞圏外に沈みポイントを獲得はならなかった。ベアマンはシーズンを通してタイトル争いに加わった。最終戦（モンツァ）・スプリントレースは7番グリッドからスタート。第1シケインで前方の2台をオーバーテイクするなど着実に順位を上げ2位まで浮上した。フィーチャーレースはゼイン・マロニーと首位争いをするが、赤旗でレースがストップしたまま中止となったため2位でレースが終了した。タイトル争いは首位のビクター・マルタンス（英語版）へ7ポイント足りず、総合3位（132ポイント）でシーズンを終える。

### FIA フォーミュラ2選手権

#### 2023年

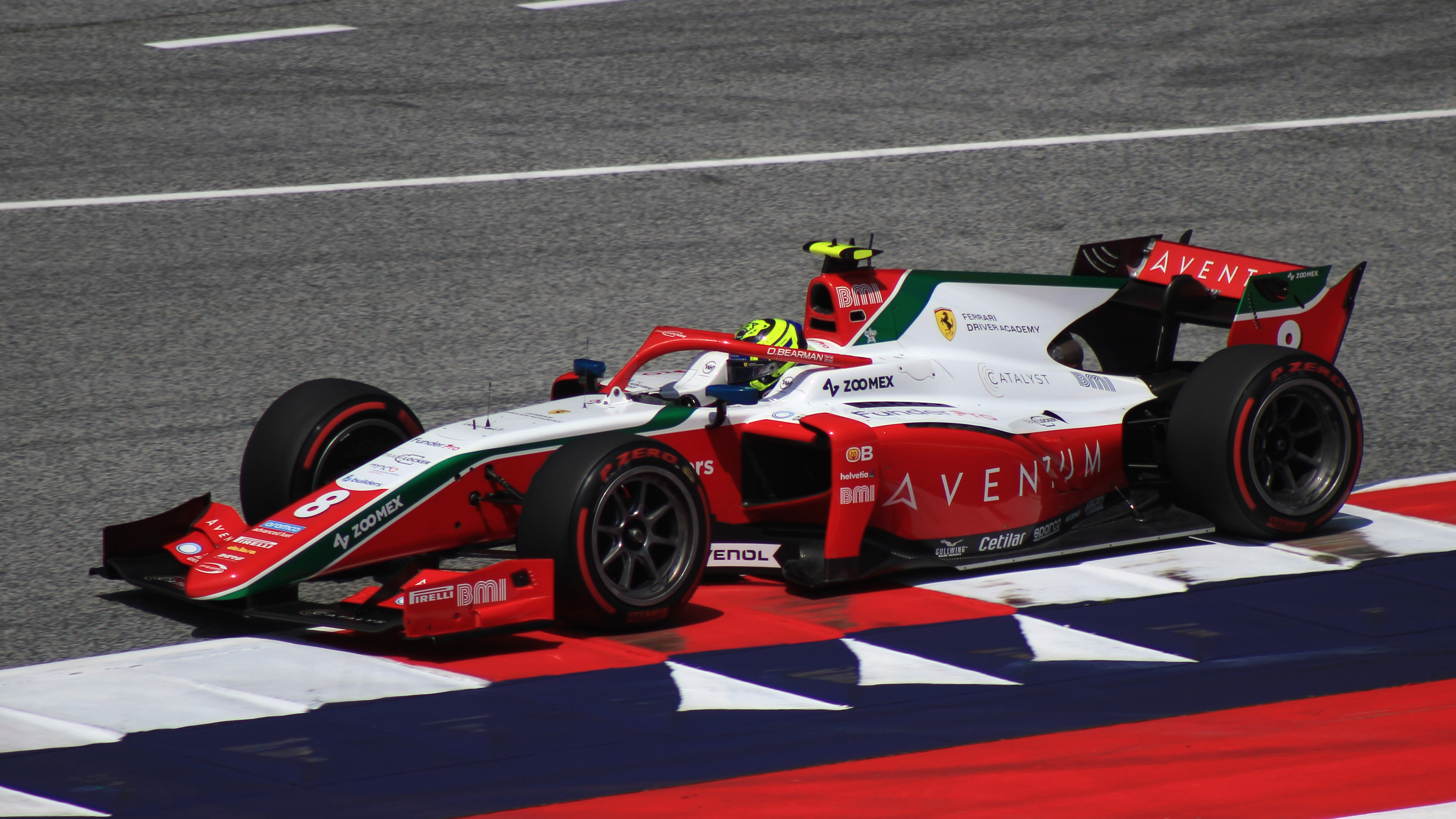
ダラーラ・F2 2018（英語版）をドライブするベアマン。レッドブル・リンクにて。(2023年)

2022年11月14日、プレマから「FIA フォーミュラ2選手権（英語版）」への参戦が決定する。チームメイトはメルセデス・ジュニア・チーム所属のフレデリック・ヴェスティ。開幕戦（バーレーン）予選は12番グリッドに着けたが、スプリントレースでは順位を落とし15位でデビューレースを終えた。フィーチャーレースはスタートの混乱に乗じて4位までポジションアップに成功するが、タイヤのデグラデーションが影響し早めのピットインとなってしまう。その後は順位を上げることができず下位へ沈み14位でフィニッシュした。第2戦（ジッダ）は、フリー走行でトップタイムをマーク。予選はフロントローを獲得した。スプリントレースは、テオ・プルシェールとの接触により両者リタイアとなった。フィーチャーレースではスタートでトップに躍り出る。しかし単独スピンを喫し順位を下げ入賞圏内ぎりぎりの10位でレースを終えた。
第3戦（アルバート・パーク）予選、雨が降る中序盤でクラッシュするも6番グリッドを確保した。スプリントレースは順位を下げるが7位入賞となった。フィーチャーレースはピットレーンでアイザック・ハジャーと接触しパンクするなど上位進出が難しくなり17位でレースを終える。第4戦（バクー）は予選でトップタイムをマークして初のポールポジションを獲得した。スプリントレースではプルシェールがグリッド降格ペナルティを受けたため9番手スタートとなる。レースはファステストを何度も更新し順位を上げていき、セーフティカー後の再スタートに相手のミスを突いてトップに立った。その後再びセーフティカーが導入・先導されたままチェッカーが降られF2初優勝を果たした。ベアマンは、F2史上プルシェールに次いで2番目の若さでの勝利となった。翌日のフィーチャーレースも首位を譲らずトップチェッカーを受け、「GP2シリーズ」から続いて史上9人目、ルーキーとしては4人目の1ラウンド2勝を果たした。
第5戦（モンテカルロ）は、スプリントレースでサスペンショントラブルによりリタイア。フィーチャーレースでは11位とノーポイントに終わる。
第6戦（カタロニア）予選はシーズン2度目のポールを獲得した。スプリントレースはリバースグリッドから7位まで順位を上げた。フィーチャーレースでは、スタートを決め14周目にピットイン。その後は後続に迫られるも最後まで首位をキープして3勝目を挙げた。この地点でドライバーズポイントが70点となり、ランキング首位のヴェスティへ40ポイント差の4位に浮上した。
第7戦（レッドブル・リンク）予選は19位と沈む。スプリントレースはドライタイヤでスタートし、ポイント圏内まで順位を上げる。タイヤの摩耗により上位へ詰めることはできず9位でチェッカーを受けた。3位でフィニッシュしたクレメント・ノバラク（英語版）がタイヤの空気圧違反で失格となったため8位へ繰り上がった。フィーチャーレースは27周目にピットイン、セーフティカー導入の際に順位を上げ5位でチェッカーを受けた。
地元レースとなる第8戦（シルバーストン）予選は、5番グリッド確保する。スプリントレースは2位まで順位を上げたが、その後スピンを喫してポジションを5位へ落とす。その後、ジャック・ドゥーハンと3位争いを繰り広げるが、サイド・バイ・サイドとなった際にコースオフし6位まで後退。そのままチェッカーを迎えた。フィーチャーレースは8位入賞する。
第9戦（ハンガロリンク）予選を7位で通過。スプリントレースは終盤にプルシェールを抜き去り3位表彰台を獲得した。フィーチャーレースでは早めのピットインが影響し12位でレースを終える。第10戦（スパ・フランコルシャン）では3回目のポールを得るが、スプリントで12位。フィーチャーレースはヴィクトル・マルタンスとの接触によりペナルティを科され順位を落とし7位でレースを終えた。総合ランクはこの地点で6位（100ポイント）となっている。
第11戦（ザントフォールト）は予選6位。スプリントレースは豪雨でレース途中に赤旗中止となるが、3位までポジションアップしている。しかしレースの周回不足が考慮され全車ノーポイントの裁定となった。フィーチャーレースは接触によりリタイアを喫する。これによりタイトル獲得の可能性が消滅した。
第12戦（モンツァ）予選はフロントローを確保した。スプリントレースでは9番手スタートから3つ順位を上げ6位でレースを終える。フィーチャーレースはスタートでポールのプルシェールを捉え首位へ浮上。3度セーフティカーが出動する中順位をキープしシーズン4勝目を挙げた。
最終戦（ヤス・マリーナ）の予選は奮わず17位と下位へ沈む。スプリントは10位まで順位を上げるがポイント獲得はならず、フィーチャーレースでも20周目にマシントラブルによりリタイアとなってしまった。ドライバーズランクは6位（130ポイント）となり、シーズン4勝・ポールポジション2回・ファステストラップ2回という成績でルーキーイヤーを終えた。

#### 2024年

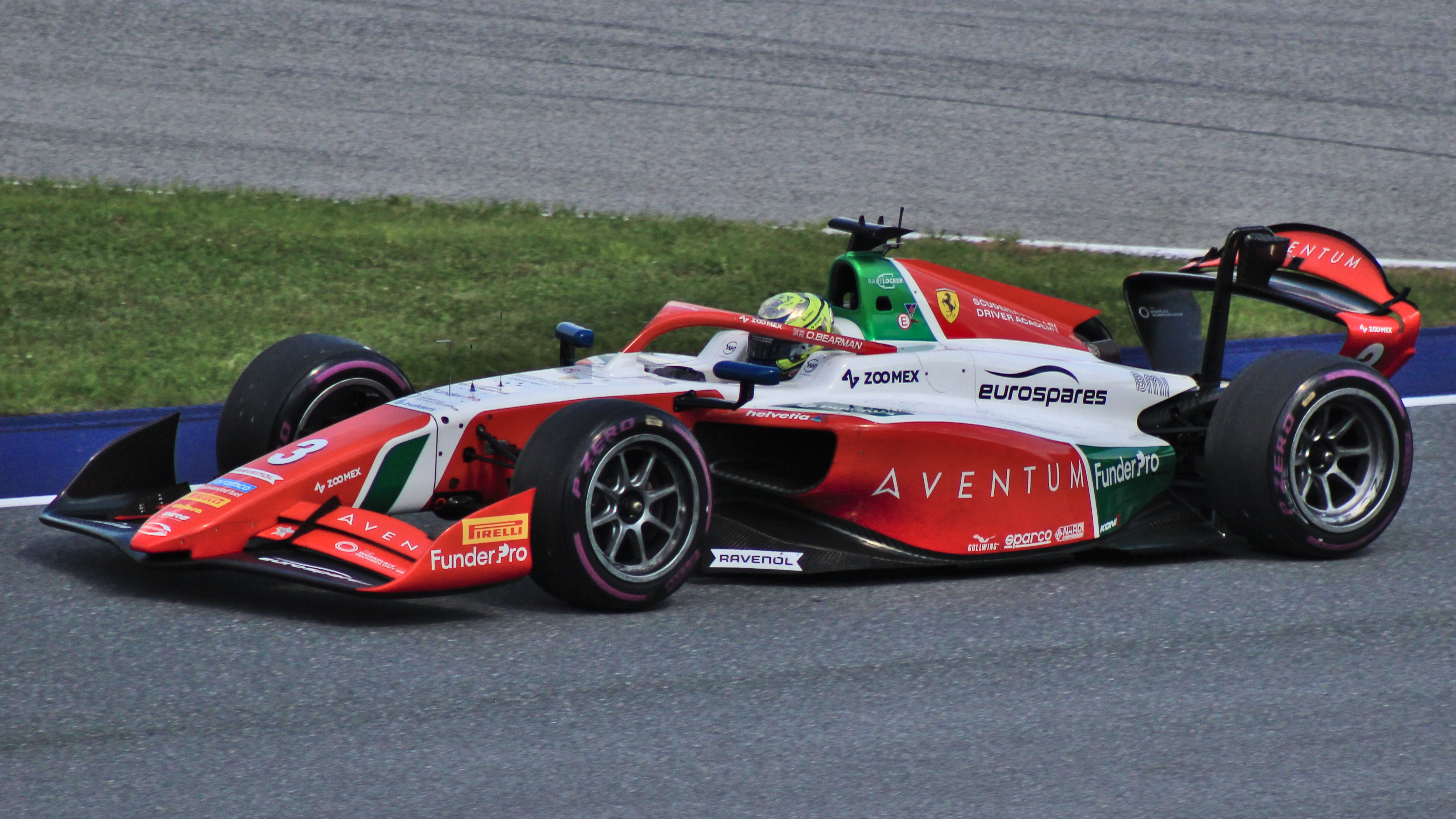
ダラーラ・F2 2024をドライブするベアマン。レッドブル・リンクにて。（2024年）

2024年もプレマからのエントリーが決まり、チームメイトは、前年の「フォーミュラ・リージョナル・ヨーロピアン・チャンピオンシップ（英語版）」でタイトルを獲得したアンドレア・キミ・アントネッリとなった。

## フォーミュラ1
2021年10月、フェラーリ・ドライバー・アカデミーのスカウティング・ワールド・ファイナルでベアマンはファイナリストへ選考される。翌月、フェラーリ・ドライバー・アカデミーのメンバーへ加入が発表された。
2023年10月、フィオラノ・サーキットで行われたフェラーリのプライベートテストへ参加。マシンに乗り込みF1デビューを果たした。第19戦メキシコシティGP（英語版）ではハースF1チームからフリー走行にエントリーして、自身初のF1公式セッションへ参加した。最終戦アブダビGP（英語版）でも2度目のフリー走行へ参加している。シーズン終了後の若手ドライバーテストでもハースからエントリーしてVF-23をドライブしている。
2024年1月27日、スクーデリア・フェラーリはベアマンをリザーブドライバーとして起用することを発表した。後にハースもリザーブドライバーとして契約したことを明らかにした。

### フェラーリからレースデビュー、そしてハースへ
2024年
2024年第2戦サウジアラビアGP、ベアマンは虫垂炎と診断されたカルロス・サインツJr.に代わり急遽F1レースデビューを果たすこととなった。フェラーリでのF1デビューは1972年のアルトゥーロ・メルツァリオ以来52年ぶりの出来事となる。フェラーリ所属のイギリス人レースドライバーとしては1999年のエディ・アーバイン以来25年ぶり、純粋なイングランド出身となると（アーバインは北アイルランド出身）、1990年のナイジェル・マンセル以来34年ぶりとなった。FP3から急遽出場の中で、予選は11位で終了。決勝レースではデビュー戦ながら光る走りを見せ4ポジションアップの7位入賞。48%の得票率でドライバー・オブ・ザ・デイを受賞した。また第17戦アゼルバイジャンGP、F1デビュー2戦目となった今回は、ペナルティにより出場停止処分となったケビン・マグヌッセンに代わりハース所属として出場した。さらに第21戦サンパウロGPにも体調不良で欠場したマグヌッセンの代役として出場した。この3戦で入賞2回を記録した。
2025年
2024年7月4日、ハースF1チームから「2025年より複数年契約をした」と発表があり、レギュラードライバーとしてF1マシンをドライブすることが決定した。

## レース戦績

### 略歴
| 年   | シリーズ                                                           | チーム                                                     | レース           | 勝利             | PP               | FL               | 表彰台           | ポイント         | 順位             |
| ---- | ------------------------------------------------------------------ | ---------------------------------------------------------- | ---------------- | ---------------- | ---------------- | ---------------- | ---------------- | ---------------- | ---------------- |
| 2020 | ADAC・フォーミュラ4選手権（英語版）                                | US・レーシング（英語版）                                   | 21               | 1                | 0                | 1                | 3                | 144              | 7位              |
| 2020 | イタリア・F4選手権（英語版）                                       | US・レーシング（英語版）                                   | 8                | 1                | 0                | 1                | 2                | 85               | 10位             |
| 2021 | ADAC・フォーミュラ4選手権                                          | ファン・アメルスフォールト・レーシング（英語版）（英語版） | 18               | 6                | 5                | 4                | 11               | 295              | 1位              |
| 2021 | イタリア・F4選手権                                                 | ファン・アメルスフォールト・レーシング（英語版）（英語版） | 21               | 11               | 8                | 2                | 15               | 343              | 1位              |
| 2021 | GB3・チャンピオンシップ（英語版）                                  | フォーテック・モータースポーツ（英語版）                   | 9                | 1                | 2                | 1                | 4                | 163              | 14位             |
| 2022 | フォーミュラ・リージョナル・アジアン・チャンピオンシップ（英語版） | ムンバイ・ファルコンズ・インディア・レーシング（英語版）   | 6                | 0                | 0                | 0                | 1                | 29               | 15位             |
| 2022 | FIA フォーミュラ3選手権（英語版）                                  | プレマ・レーシング                                         | 18               | 1                | 0                | 1                | 8                | 132              | 3位              |
| 2023 | FIA フォーミュラ2選手権（英語版）                                  | プレマ・レーシング                                         | 26               | 4                | 3                | 2                | 6                | 130              | 6位              |
| 2023 | フォーミュラ1                                                      | ハースF1チーム                                             | テストドライバー | テストドライバー | テストドライバー | テストドライバー | テストドライバー | テストドライバー | テストドライバー |
| 2024 | FIA フォーミュラ2選手権                                            | プレマ・レーシング                                         | 24               | 3                | 0                | 0                | 3                | 75               | 12位             |
| 2024 | フォーミュラ1                                                      | スクーデリア・フェラーリ                                   | 1                | 0                | 0                | 0                | 0                | 7                | 18位             |
| 2024 | フォーミュラ1                                                      | マネーグラム・ハースF1チーム                               | 2                | 0                | 0                | 0                | 0                | 7                | 18位             |
| 2025 | フォーミュラ1                                                      | マネーグラム・ハースF1チーム                               | 12               | 0                | 0                | 0                | 0                | 6*               | 18位*            |

- * : 現状の今シーズン順位。

### ADAC・フォーミュラ4選手権
| 年                | チーム                                            | 1        | 2       | 3         | 4        | 5       | 6        | 7         | 8       | 9       | 10      | 11      | 12      | 13      | 14       | 15      | 16      | 17      | 18        | 19      | 20      | 21      | DC  | ポイント |
| ----------------- | ------------------------------------------------- | -------- | ------- | --------- | -------- | ------- | -------- | --------- | ------- | ------- | ------- | ------- | ------- | ------- | -------- | ------- | ------- | ------- | --------- | ------- | ------- | ------- | --- | -------- |
| 2020年 （英語版） | US・レーシング （英語版）                         | LAU 1 10 | LAU 2 7 | LAU 3 6   | NÜR 1 13 | NÜR 2 7 | NÜR 3 10 | HOC 1 Ret | HOC 2 1 | HOC 3 8 | NÜR 1 6 | NÜR 2 3 | NÜR 3 4 | RBR 1 6 | RBR 2 10 | RBR 3 8 | LAU 1 5 | LAU 2 6 | LAU 3 Ret | OSC 1 7 | OSC 2 3 | OSC 3 7 | 7位 | 144      |
| 2021年 （英語版） | ファン・アメルスフォールト・レーシング （英語版） | RBR 1    | RBR 2 1 | RBR 3 Ret | ZAN 1    | ZAN 2 1 | ZAN 3 4  | HOC 1     | HOC 2 4 | HOC 3 2 | SAC 1 2 | SAC 2 4 | SAC 3 2 | HOC 1 6 | HOC 2    | HOC 3   | NÜR 1 5 | NÜR 2 1 | NÜR 3 4   |         |         |         | 1位 | 295      |

- 太字はポールポジション、斜字はファステストラップ。(key)

### イタリア・F4選手権
| 年                | チーム                                            | 1       | 2       | 3       | 4       | 5       | 6       | 7       | 8       | 9       | 10    | 11      | 12        | 13    | 14      | 15       | 16      | 17      | 18       | 19    | 20      | 21      | 順位 | ポイント |
| ----------------- | ------------------------------------------------- | ------- | ------- | ------- | ------- | ------- | ------- | ------- | ------- | ------- | ----- | ------- | --------- | ----- | ------- | -------- | ------- | ------- | -------- | ----- | ------- | ------- | ---- | -------- |
| 2020年 （英語版） | US・レーシング （英語版）                         | MIS 1   | MIS 2   | MIS 3   | IMO 1   | IMO 2   | IMO 3   | RBR 1 5 | RBR 2   | RBR 3 5 | MUG 1 | MUG 2   | MUG 3     | MNZ 1 | MNZ 2   | MNZ 3    | IMO 1 7 | IMO 2 6 | IMO 3 12 | VLL 1 | VLL 2 C | VLL 3 6 | 10位 | 85       |
| 2021年 （英語版） | ファン・アメルスフォールト・レーシング （英語版） | LEC 1 3 | LEC 2 7 | LEC 3 2 | MIS 1 2 | MIS 2 1 | MIS 3 1 | VLL 1   | VLL 2 1 | VLL 3 1 | IMO 1 | IMO 2 1 | IMO 3 DSQ | RBR 1 | RBR 2 3 | RBR 3 20 | MUG 1 4 | MUG 2 7 | MUG 3 10 | MNZ 1 | MNZ 2 1 | MNZ 3 1 | 1位  | 343      |

- 太字はポールポジション、斜字はファステストラップ。(key)

### BRDC・イギリス・フォーミュラ3選手権／GB3・チャンピオンシップ
| 年                | エントラント                              | 1       | 2     | 3       | 4     | 5     | 6     | 7     | 8     | 9     | 10    | 11    | 12    | 13    | 14        | 15       | 16        | 17    | 18        | 19    | 20    | 21    | 22    | 23    | 24    | DC   | ポイント |
| ----------------- | ----------------------------------------- | ------- | ----- | ------- | ----- | ----- | ----- | ----- | ----- | ----- | ----- | ----- | ----- | ----- | --------- | -------- | --------- | ----- | --------- | ----- | ----- | ----- | ----- | ----- | ----- | ---- | -------- |
| 2021年 （英語版） | フォーテック・モータースポーツ （英語版） | BRH 1 2 | BRH 2 | BRH 3 9 | SIL 1 | SIL 2 | SIL 3 | DON 1 | DON 2 | DON 3 | SPA 1 | SPA 2 | SPA 3 | SNE 1 | SNE 2 Ret | SNE 3 14 | SIL 1 Ret | SIL 2 | SIL 3 410 | OUL 1 | OUL 2 | OUL 3 | DON 1 | DON 2 | DON 3 | 14位 | 163      |

- 太字はポールポジション、斜字はファステストラップ。(key)

### フォーミュラ・リージョナル・アジアン・チャンピオンシップ
| 年                | エントラント                                              | 1     | 2     | 3     | 4     | 5     | 6     | 7     | 8     | 9     | 10      | 11      | 12       | 13      | 14        | 15       | DC   | ポイント |
| ----------------- | --------------------------------------------------------- | ----- | ----- | ----- | ----- | ----- | ----- | ----- | ----- | ----- | ------- | ------- | -------- | ------- | --------- | -------- | ---- | -------- |
| 2022年 （英語版） | ムンバイ・ファルコンズ・インディア・レーシング （英語版） | ABU 1 | ABU 2 | ABU 3 | DUB 1 | DUB 2 | DUB 3 | DUB 1 | DUB 2 | DUB 3 | DUB 1 7 | DUB 2 3 | DUB 3 24 | ABU 1 6 | ABU 2 Ret | ABU 3 23 | 15位 | 29       |

- 太字はポールポジション、斜字はファステストラップ。(key)

### FIA フォーミュラ3選手権
| 年     | エントラント       | 1         | 2         | 3          | 4          | 5          | 6         | 7         | 8         | 9          | 10        | 11        | 12        | 13        | 14        | 15         | 16         | 17        | 18        | DC  | ポイント |
| ------ | ------------------ | --------- | --------- | ---------- | ---------- | ---------- | --------- | --------- | --------- | ---------- | --------- | --------- | --------- | --------- | --------- | ---------- | ---------- | --------- | --------- | --- | -------- |
| 2022年 | プレマ・レーシング | BHR SPR 2 | BHR FEA 6 | IMO SPR 12 | IMO FEA 17 | CAT SPR 12 | CAT FEA 5 | SIL SPR 9 | SIL FEA 3 | RBR SPR 16 | RBR FEA 3 | HUN SPR 5 | HUN FEA 3 | SPA SPR 1 | SPA FEA 3 | ZAN SPR 11 | ZAN FEA 25 | MNZ SPR 2 | MNZ FEA 2 | 3位 | 132      |

- 太字はポールポジション、斜字はファステストラップ。(key)

### FIA フォーミュラ2選手権
| 年     | エントラント       | 1          | 2          | 3           | 4          | 5          | 6          | 7         | 8          | 9           | 10         | 11         | 12         | 13        | 14          | 15          | 16        | 17         | 18         | 19         | 20          | 21        | 22          | 23        | 24        | 25         | 26          | 27        | 28        | DC   | ポイント |
| ------ | ------------------ | ---------- | ---------- | ----------- | ---------- | ---------- | ---------- | --------- | ---------- | ----------- | ---------- | ---------- | ---------- | --------- | ----------- | ----------- | --------- | ---------- | ---------- | ---------- | ----------- | --------- | ----------- | --------- | --------- | ---------- | ----------- | --------- | --------- | ---- | -------- |
| 2023年 | プレマ・レーシング | BHR SPR 15 | BHR FEA 14 | JED SPR Ret | JED FEA 10 | MEL SPR 7  | MEL FEA 17 | BAK SPR 1 | BAK FEA 1  | MON SPR Ret | MON FEA 11 | CAT SPR 7  | CAT FEA 1  | RBR SPR 8 | RBR FEA 5   | SIL SPR 6   | SIL FEA 8 | HUN SPR 3  | HUN FEA 12 | SPA SPR 12 | SPA FEA 7   | ZAN SPR 3 | ZAN FEA Ret | MNZ SPR 6 | MNZ FEA 1 | YMC SPR 10 | YMC FEA Ret |           |           | 6位  | 130      |
| 2024年 | プレマ・レーシング | BHR SPR 16 | BHR FEA 15 | JED SPR WD  | JED FEA WD | MEL SPR 14 | MEL FEA 9  | IMO SPR 5 | IMO FEA 19 | MON SPR 11  | MON FEA 4  | CAT SPR 21 | CAT FEA 14 | RBR SPR 1 | RBR FEA Ret | SIL SPR Ret | SIL FEA 7 | HUN SPR 10 | HUN FEA 15 | SPA SPR 7  | SPA FEA Ret | MNZ SPR 1 | MNZ FEA 7   | BAK SPR   | BAK FEA   | LSL SPR 1  | LSL FEA 12  | YMC SPR 4 | YMC FEA 5 | 12位 | 75       |

- 太字はポールポジション、斜字はファステストラップ。(key)

### フォーミュラ1
| 年     | エントラント | シャシー | エンジン                   | 1      | 2       | 3      | 4      | 5      | 6         | 7      | 8      | 9      | 10     | 11     | 12     | 13      | 14      | 15  | 16  | 17     | 18  | 19     | 20     | 21       | 22     | 23  | 24  | WDC   | ポイント |
| ------ | ------------ | -------- | -------------------------- | ------ | ------- | ------ | ------ | ------ | --------- | ------ | ------ | ------ | ------ | ------ | ------ | ------- | ------- | --- | --- | ------ | --- | ------ | ------ | -------- | ------ | --- | --- | ----- | -------- |
| 2023年 | ハース       | VF-23    | フェラーリ 066/10 1.6 V6 t | BHR    | SAU     | AUS    | AZE    | MIA    | MON       | ESP    | CAN    | AUT    | GBR    | HUN    | BEL    | NED     | ITA     | SIN | JPN | QAT    | USA | MXC TD | SÃO    | LVG      | ABU TD |     |     | -     | -        |
| 2024年 | フェラーリ   | SF-24    | フェラーリ 066/12 1.6 V6 t | BHR    | SAU 7   | AUS    | JPN    | CHN    | MIA       |        |        |        |        |        |        |         |         |     |     |        |     |        | MXC TD |          |        |     |     | 18位  | 7        |
| 2024年 | ハース       | VF-24    | フェラーリ 066/10 1.6 V6 t |        |         |        |        |        |           | EMI TD | MON    | CAN    | ESP TD | AUT    | GBR TD | HUN TD  | BEL     | NED | ITA | AZE 10 | SIN | USA    |        | SÃO 1214 | LVG    | QAT | ABU | 18位  | 7        |
| 2025年 | ハース       | VF-25    | フェラーリ 066/15 1.6 V6 t | AUS 14 | CHN 815 | JPN 10 | BHR 10 | SAU 13 | MIA Ret14 | EMI 17 | MON 12 | ESP 17 | CAN 11 | AUT 11 | GBR 11 | BEL 117 | HUN Ret | NED | ITA | AZE    | SIN | USA    | MXC    | SÃO      | LVG    | QAT | ABU | 19位* | 8*       |

- 太字はポールポジション、斜字はファステストラップ。(key)
- * : 現状の今シーズン順位。